# Ego-futurisme

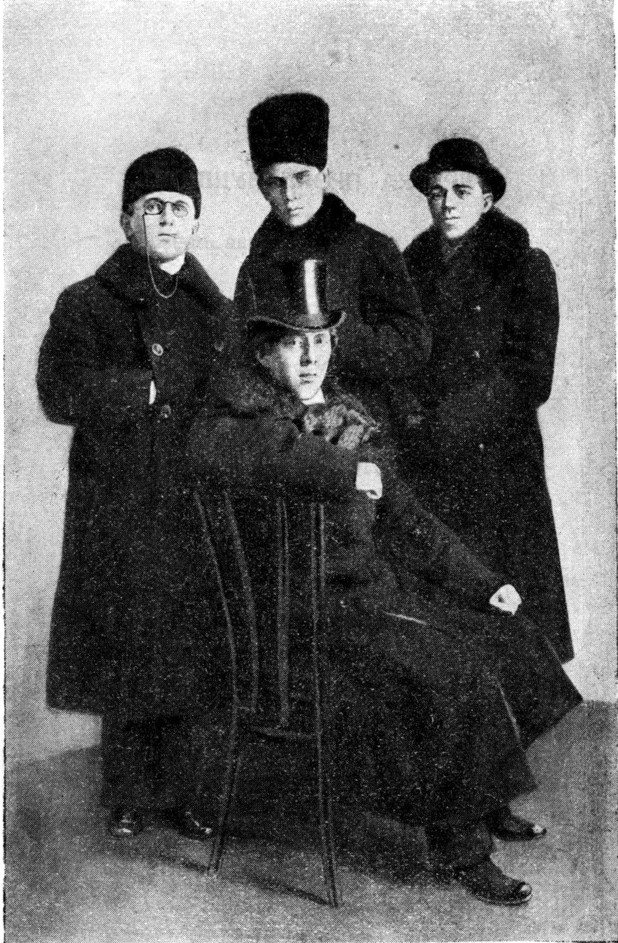
Association de l'ego-futurisme. Aréopage. Assis : Ivan Ignatiev. Debout : Dmitri Kryuchkov, Vasilisk Gnedov et Pavel Shirokov (avant 1913).

L'ego-futurisme est un mouvement littéraire russe des années 1910, développé au sein du futurisme russe par Igor Severianine et ses premiers disciples.  
L'ego-futurisme est né en 1911, lorsque Severianine a publié une petite brochure intitulée Prolog (Ego-Futurism). Severianine a décrié une objectivité excessive des cubo-futuristes, préconisant une attitude plus subjective. Bien que d'autres futuristes russes aient qualifié les ego-futuristes de puérils et vulgaires, Severianine a affirmé que sa promotion de la sensualité, des néologismes et de son égoïsme ostentatoire sont qualifiés de futurisme. Les ego-futuristes ont considérablement influencé les imaginistes des années 1920. 

## Poètes liés à l'ego-futurisme
- Sergey Alymov
- Graal Arelsky
- Vadim Bayan
- Vasilisk Gnedov
- Boris Gusman
- Gueorgui Ivanov
- Ivan Ignatiev
- Pavel Kokorin
- Ivan Loukach
- Igor Severianine
- Peter Larionov
- Dmitri Kryuchkov
- Konstantin Olimpov
- Riourik Ivnev
- Vadim Cherchenevitch
- Georgy Shengeli
- Pavel Shirokov
- Lev Zak